# Орду (вилает)
Орду (на турски: Ordu) е вилает в Северна Турция на Черно море. Административен център на вилаета е едноименният град Орду.
Вилает Орду е с население от 715 409 жители (преброяване от 2007 г.) и обща площ от 5961 кв. км. Разделен е на 19 общини.
Граници на областта:на Север-Черно море, на Изток-Област Гиресун, на Юг-област Токат, на Запад-област Самсун.

## Население
Численост на населението според преброяванията през годините:
| Година | Численост |
| 1990   | 826 886   |
| 2000   | 887 765   |
| 2011   | 712 998   |